# Туризм в Камчатском крае

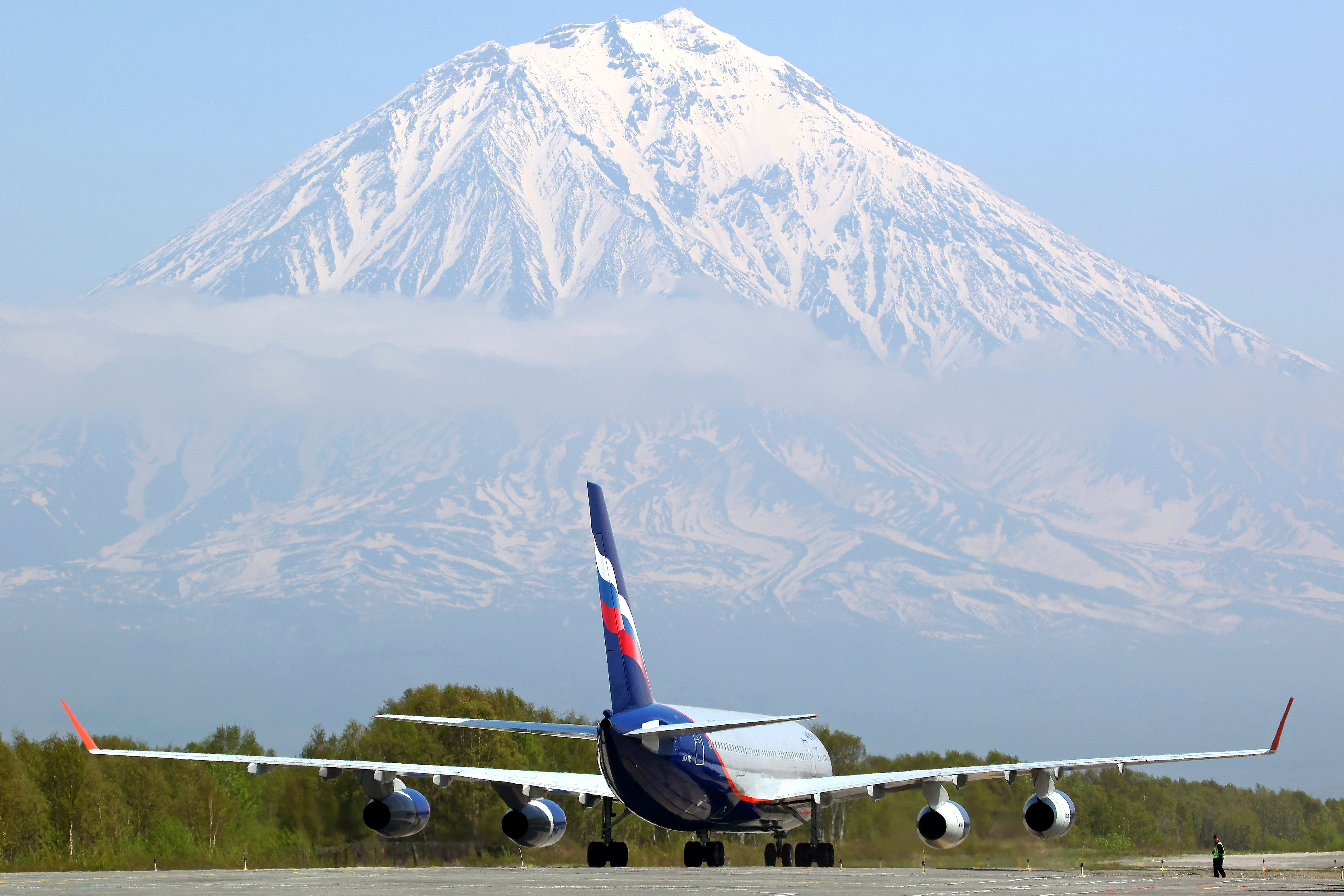
Ил-96 в главном пассажирском аэропорту Камчатки, Елизово

Туризм на Камчатке отличается разнообразием и представляет собой развивающуюся отрасль экономики Камчатского края.

## Направления туризма

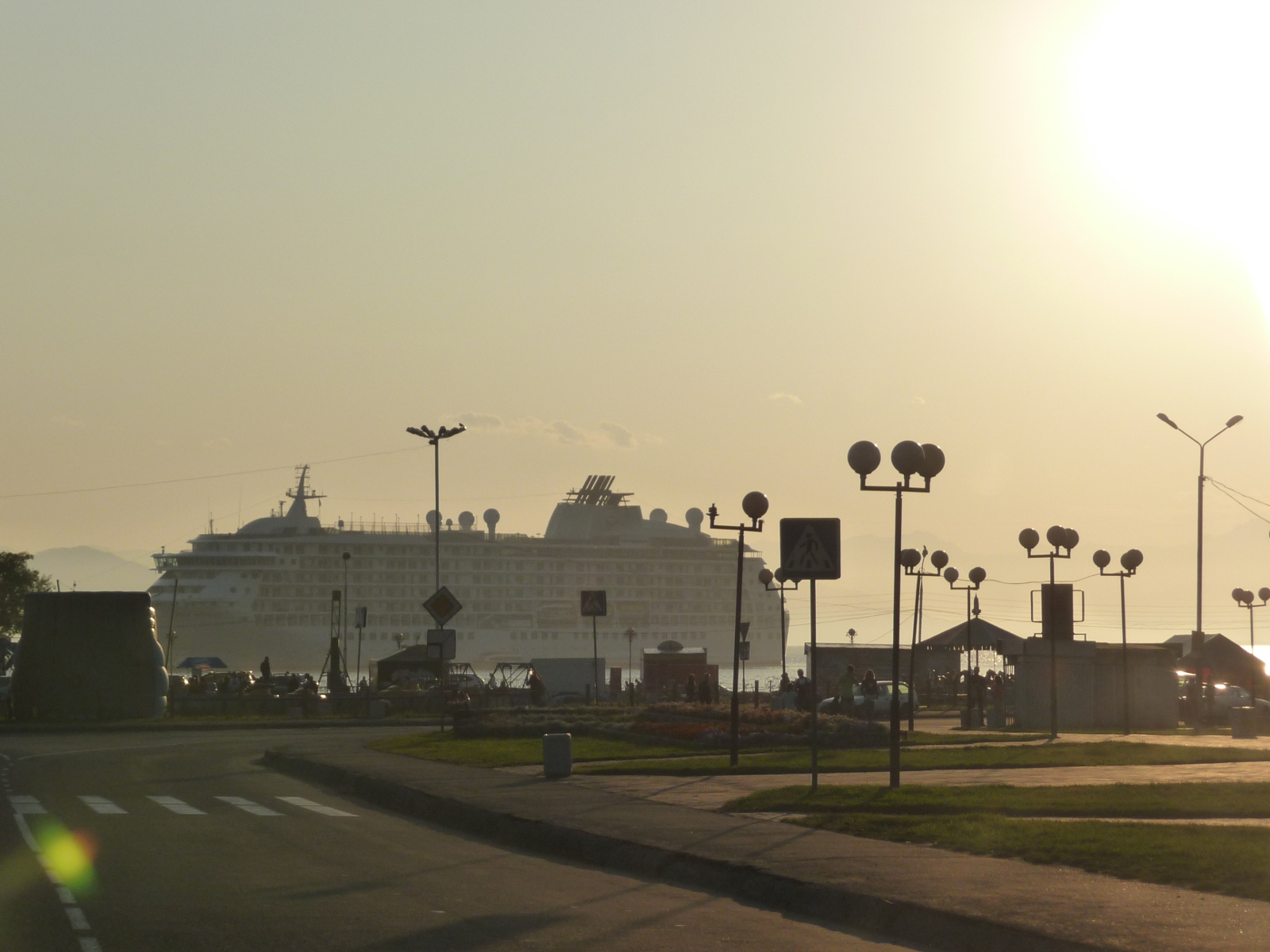
Круизный лайнер в Авачинской бухте

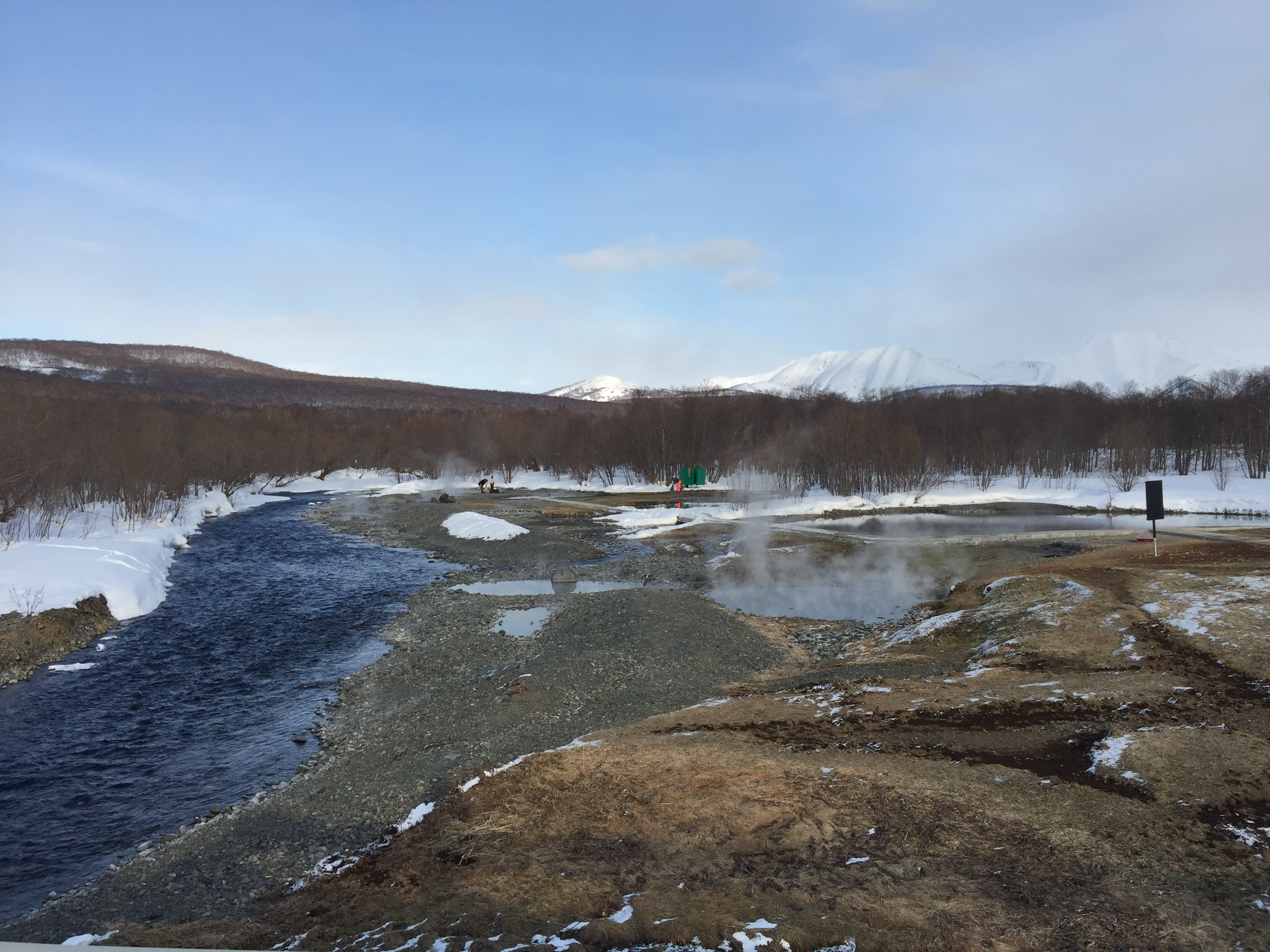
Термальные источники в поселке Малки

Основными направлениями лета-осени являются восхождения на вулканы, экотуризм, прибрежные круизы по Авачинской бухте, спортивная рыбалка и охота, рафтинг, дайвинг, плавание на каяках по морю, орнитологический и научно-познавательный туризм, гольф.
В сезон «зима-весна» туристическая активность связана с таким направлениями как хели-ски, катание на собачьих упряжках и снегоходах, горные лыжи, сноуборд, спортивная охота, лыжные туры, купание в термальных источниках и подлёдная рыбалка.
Туризм в Петропавловске-Камчатском связан с посещением музеев, горнолыжных баз вблизи города, восхождением на домашние вулканы и поездкой на побережье Тихого океана (Халактырский пляж).
Музейные достопримечательности помимо столицы расположены в Усть-Большерецке, Усть-Камчатске, Мильково и Эссо.
Главные термальные источники расположены в селе Паратунка. Этнотуристические события проводятся в селе Эссо и Анавгай.

### Национальные парки и заповедники
- Природный парк «Налычево». Расположен в 25 км от столицы полуострова, поэтому является одним из наиболее посещаемых мест. Его площадь составляет 285 970 га. Включён в состав Всемирного природного и культурного наследия ЮНЕСКО. Основная часть парка — долина реки Налычева, окруженная действующими и потухшими вулканами Авачинской и Дзендзур-Жупановской группы. Действуют Налычевские термальные источники.
- Природный парк «Быстринский». Расположен вблизи села Эссо. Площадь парка 1 млн. 325 тыс. га. Основные достопримечательности —озеро Икар, Димчиканский кордон, корякское стойбище «Чиу-Чив», эвенское — «Мэнэдек». В конце февраля — начале марта проходит День Оленевода, а через одну-две недели стартует гонка на собачьих упряжках «Берингия».
- Парк «Ключевской». Входит в список Всемирного природного и культурного наследия ЮНЕСКО. Расположен возле посёлков Ключи и Козыревск. Здесь протекает река Камчатка, находятся ледники и самые крупные вулканы в количестве 13 штук, а также расположен самый высокий действующий вулкан Евразии — Ключевской (4750 м). Площадь парка 376 тысяч га.[1]

- Природный парк «Южно-Камчатский». Входит в список Всемирного природного и культурного наследия ЮНЕСКО. Расположен в 60 км к югу от Петропавловска-Камчатского. Площадь — 489,6 тыс. га. В нём находится кратер вулкана Мутновский, кальдера вулкана Ксудач, Ходуткинские термальные источники, Ксудачинские источники.

К заповедникам относятся Государственный природный заповедник «Корякский», Кроноцкий государственный природный биосферный заповедник, Государственный природный биосферный заповедник «Командорский». В них возможны проведение экскурсий по маркированным тропам, осмотр и фотографирование.

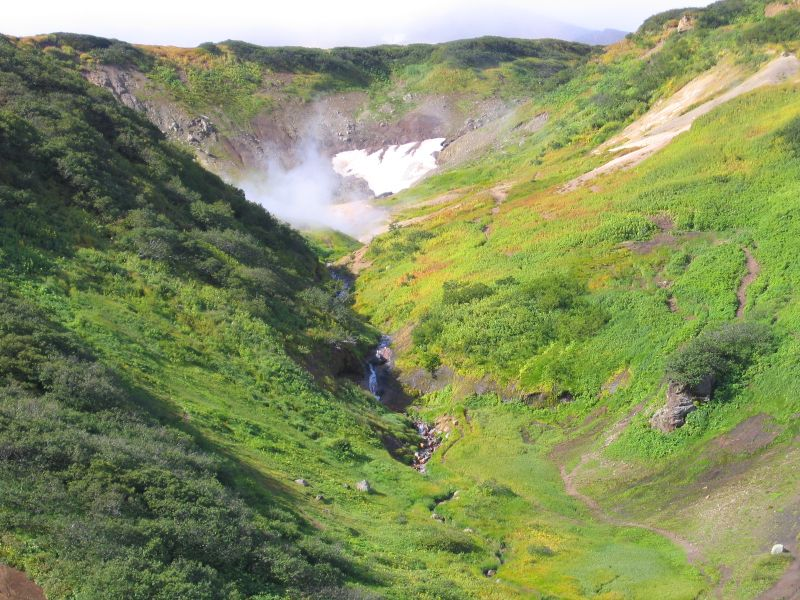
Долина гейзеров
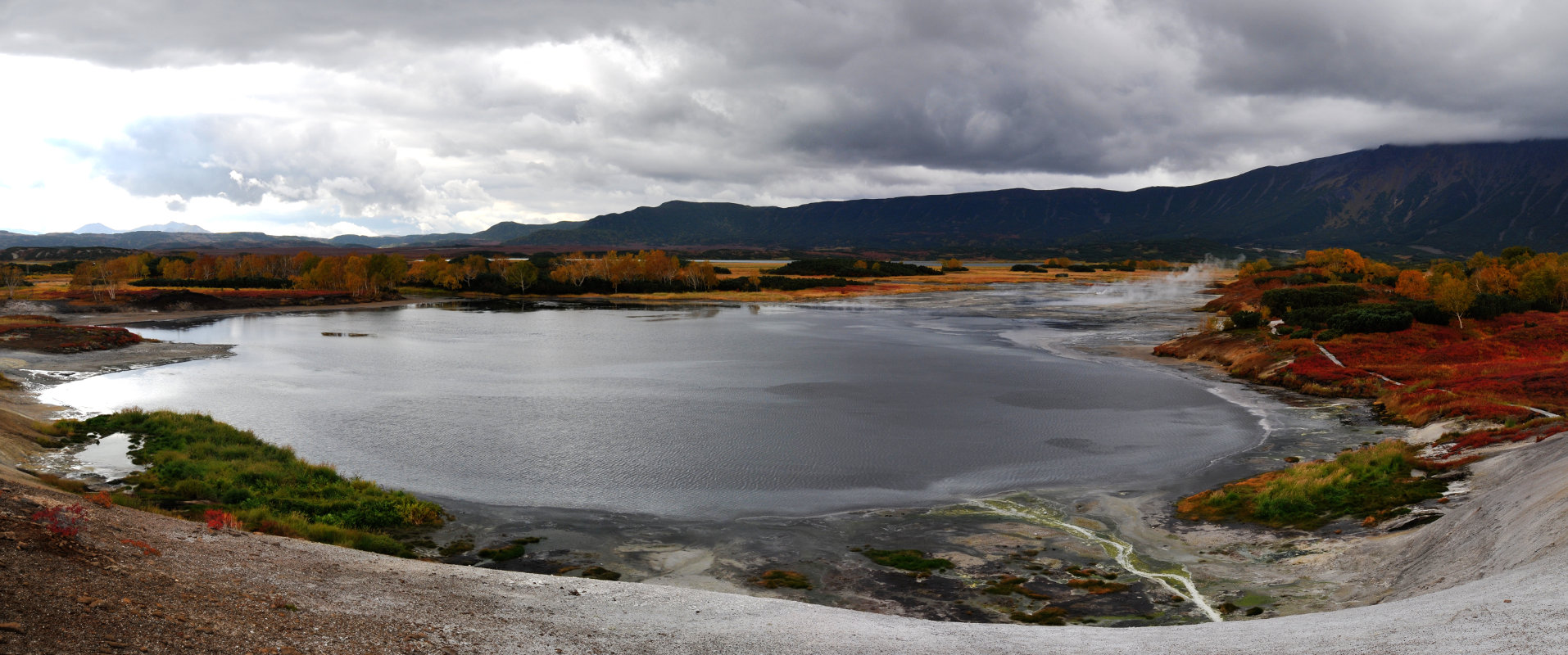
Кальдера вулкана Узон. Озеро Хлоридное
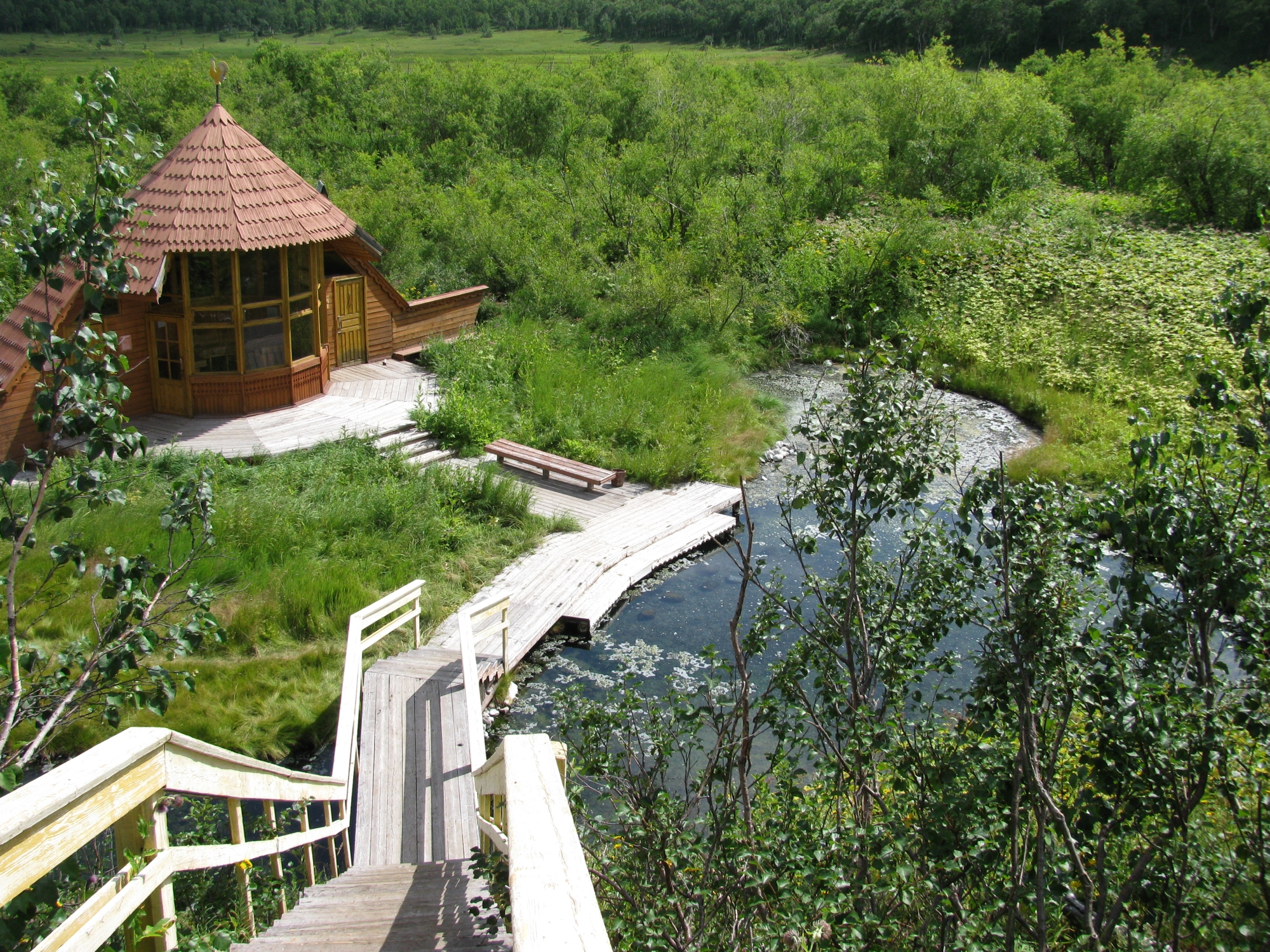
Горячие источники в Налычево

## Статистика
На 2012 год в крае действуют 81 турфирма. В 2011 году официальное число туристов составило 42,6 тыс. россиян, из которых жителей Камчатки — 20 тыс. человек. Иностранных граждан — 10,3 тыс. человек. В основном, из США (2125 человек), Японии (1380 человек) и Германии (856 человек). Неофициальное число туристов не учитывалось.
В 2019 году число иностранцев, прибывших на территорию полуострова возросло почти вдвое чем в 2018 году, увеличившись на 43%, до 36,3 тысяч человек; порт Петропавловска-Камчатского посетили 20 круизных лайнеров.
Объем частного инвестирования в туристическую отрасль составил более 3,2 миллиарда рублей.